# 康相涛
康相涛（1962年8月—），男，汉族，河南南阳人。动物遗传育种专家，河南农业大学教授、博导，中国工程院院士，主要从事地方鸡种质资源保护与开发利用研究。

## 简历
1985年毕业于河南农业大学畜牧专业，之后在河南农业大学畜牧站任技术员。1990年至1991年在北京农业大学畜牧系进修。
1994年至2000年历任河南农业大学牧医工程学院畜牧站副院长、站长。
2009年取得甘肃农业大学博士学位。
2023年当选中国工程院农业学部院士。

## 头衔
- 农业农村部畜禽资源（家禽）评价利用重点实验室主任
- 中国优质禽育种与生产研究会副理事长

## 荣誉
- 获国家技术发明奖二等奖
- 国家科学技术进步奖二等奖
- 2022年河南省科学技术杰出贡献奖
- 全国先进工作者
- 全国优秀科技工作者
- 河南省劳动模范